# مارکو ژدرو
مارکو ژدرو (سیریلیک صربی: Марко Ждеро؛ زادهٔ ۱۴ مارس ۱۹۸۵) بازیکن بسکتبال اهل صربستان است.
وی در مسابقات کشوری و بین‌المللی در مجموع برندهٔ ۴ مدال طلا، ۲ مدال نقره، ۱ مدال برنز شده‌است.